# Decembrie 1996
Acest articol este generat integral pe baza informațiilor din articolul 1996 și este actualizat periodic de un robot.
 Editările făcute în articol vor fi șterse la următoarea actualizare! Dacă doriți să faceți modificări, editați articolul-sursă.

ianuarie -
februarie -
martie -
aprilie -
mai -
iunie -
iulie -
august -
septembrie -
octombrie -
noiembrie -
decembrie
Decembrie 1996 a fost a douăsprezecea lună a anului și a început într-o zi de duminică.

## Evenimente
- 4 decembrie: A fost inaugurată filiala din România a companiei Microsoft.
- 12 decembrie: La Palatul Cotroceni, prim-ministrul Victor Ciorbea, și miniștrii cabinetului său, depun jurământul în fața președintelui României, Emil Constantinescu.
- 13 decembrie: Liderii Uniunii Europene au prezentat design-ul bancnotelor EURO.
- 13 decembrie: Kofi Annan a devenit secretar general al ONU.

## Nașteri
- 4 decembrie: Diogo Jota, fotbalist portughez
- 8 decembrie: Scott McTominay, fotbalist scoțian
- 10 decembrie: Kang Daniel, cântăreț sud-coreean
- 10 decembrie: Jonas Vingegaard, ciclist danez
- 11 decembrie: Jack Griffo, actor american
- 16 decembrie: Sergio Reguilón Rodriguez, fotbalist spaniol
- 17 decembrie: Hermina Stoicănescu, handbalistă română
- 21 decembrie: Cristian Radu, bober și atlet român
- 23 decembrie: Eden (Jonathon Ng), cântăreț, producător și compozitor irlandez de muzică electronică
- 23 decembrie: Eden, cântăreț, producător și compozitor irlandez de muzică elctronică
- 28 decembrie: Tanguy Ndombélé Alvaro, fotbalist francez
- 28 decembrie: Tanguy Ndombele, fotbalist francez

## Decese
José Donoso (José Donoso Yáñez), 72 ani, scriitor chilian (n. 1924)
Marin Sorescu, 60 ani, poet și dramaturg român, membru titular al Academiei Române (n. 1936)
Ileana Predescu, actriță română (n. 1927)
Cao Yu, 86 ani, scriitor chinez (n. 1910)
Doina Cojocaru (n. Doina Petruța Cojocaru), 48 ani, handbalistă română (n. 1948)
Nicole Valéry-Grossu (n. Nicoleta Valeria Bruteanu), 77 ani, jurnalistă română (n. 1919)
Marcello Mastroianni (Marcello Vincenzo Domenico Mastroianni), 72 ani, actor italian (n. 1924)
Carl Sagan (Carl Edward Sagan), 62 ani, astrofizician american, cosmolog, autor și știință educator (n. 1934)
Infanta Maria Cristina a Spaniei (n. Doña María Cristina Teresa Alejandra María de Guadalupe María de la Concepción Ildefonsa Victoria Eugenia de Borbón y Battenberg), 85 ani (n. 1911)
Nicolae Militaru, 71 ani, ofițer român (n. 1925)
Q386349, actor american (n. 1943)